# Понселе, Жюль
Жюль Жан Пьер Жозеф Понселе (фр. Jules Jean Pierre Joseph Poncelet; 19 мая 1869, Оффанья, провинция Люксембург, Бельгия — 23 апреля 1952, там же) — бельгийский государственный деятель, председатель Палаты представителей Бельгии (1930—1936).

## Биография
Получил высшее юридическое образование с последующим присуждением степени доктора права. Занимался адвокатской практикой.
Его политическая карьера началась в 1894 г. с избрания членом Совета провинции Люксембург, в котором он состоял до 1912 г., представляя интересы Католической партии. Кроме того, он также был членом муниципального совета его родного города Оффанья (1903—1934) и с 1903 г. — членом судебной коллегии.
В 1912—1939 гг. — членом Палаты депутатов бельгийского парламента:
- 1920—1929 гг. — квестор,
- 1929—1930 гг. — заместитель председателя,
- 1930—1936 гг. — председатель Палаты депутатов.

В сентябре 1932 г. ему был присвоено звание государственного министра. В 1936 г. королем был пожалован титул барона.
С 1934 г. — член Генеральной ассамблеи Католического союза Бельгии.